# Frank Löwik
Franciscus Gerhardus Hieronymus (Frank) Löwik (Almelo, 30 september 1956 - Leeuwarden, 23 februari 2009) was een Twents historicus en schrijver die zich bezighield met onder andere de bestudering van het Twentse regionalisme.

## Schrijven over het Twentse regionalisme
Löwik studeerde geschiedenis en Duits aan de Rijksuniversiteit Groningen (RUG) en was docent geschiedenis, maatschappijleer en Duits aan scholengemeenschap Piter Jelles, locatie Aldlân in Leeuwarden. In 2003 promoveerde hij aan het Nedersaksisch Instituut van de Faculteit der Letteren van de RUG met het proefschrift De Twentse Beweging : strijd voor modersproake en eigenheid. In dit werk, als handelsuitgave uitgebracht door het Van Deinse Instituut, beschreef hij het Twentse regionalisme vanaf de Romantiek: de groeiende aandacht voor de eigen bouwkunst, gebruiken, spraak, media enzoverder. Hij beschreef ook de verhouding van dit regionalisme tot 'de groot-Nedersaksische gedachte' vanaf de jaren vijftig, en pleitte voor een hogere erkenning van het Nedersaksisch middels deel III van het Europees Handvest voor regionale talen of talen van minderheden.

## "De Nieje Tied" en literair werk
In 1993 verscheen van Löwik de bundel Op n biester (Niejmoodse schetsn in t Almeloos) bij De Oare útjouwerij in Enschede.
Met de eigenaar van deze uitgeverij, Goaitsen van der Vliet, probeerde Löwik het Twents als literaire cultuurtaal populair te maken. Samen vormden ze in 1994 de redactie van het 'blad in t plat' De Nieje Tied, een literair-cultureel in het Twents en andere Nedersaksische taalvarianten.
In 1997 kwamen Löwik en Van der Vliet met hun Asterix-vertaling Ne gesjichte van Asterix den Galliër (Enschede, De Oare útjouwerij). In 2007 kwam bij deze uitgeverij een bundel verhalen en columns van Löwik uit onder de titel Flantuutn (verhaaln en kaanttekstn). Deze verhalen en columns hadden daarvoor in resp. De Nieje Tied en in het Twents opinieweekblad De Roskam gestaan.

## Overlijden
Frank Löwik overleed plotseling op 23 februari 2009. Hij liet een vrouw en drie kinderen achter.